# 東北公益文科大学
東北公益文科大学（とうほくこうえきぶんかだいがく、英語: Koeki University (Tohoku University of Community Service and Science)）は、山形県酒田市飯森山に本部を置く私立大学。2001年創立および大学設置。大学の略称は公益大（こうえきだい）。

## 概要
2001年に山形県と庄内地方に属する14市町村酒田市・八幡町・平田町・松山町・余目町・立川町・遊佐町・三川町・鶴岡市・藤島町・羽黒町・櫛引町・朝日村・温海町）が個々に設置費用を負担し、学校法人 東北公益文科大学が運営する公設民営方式で創立した。

## 沿革

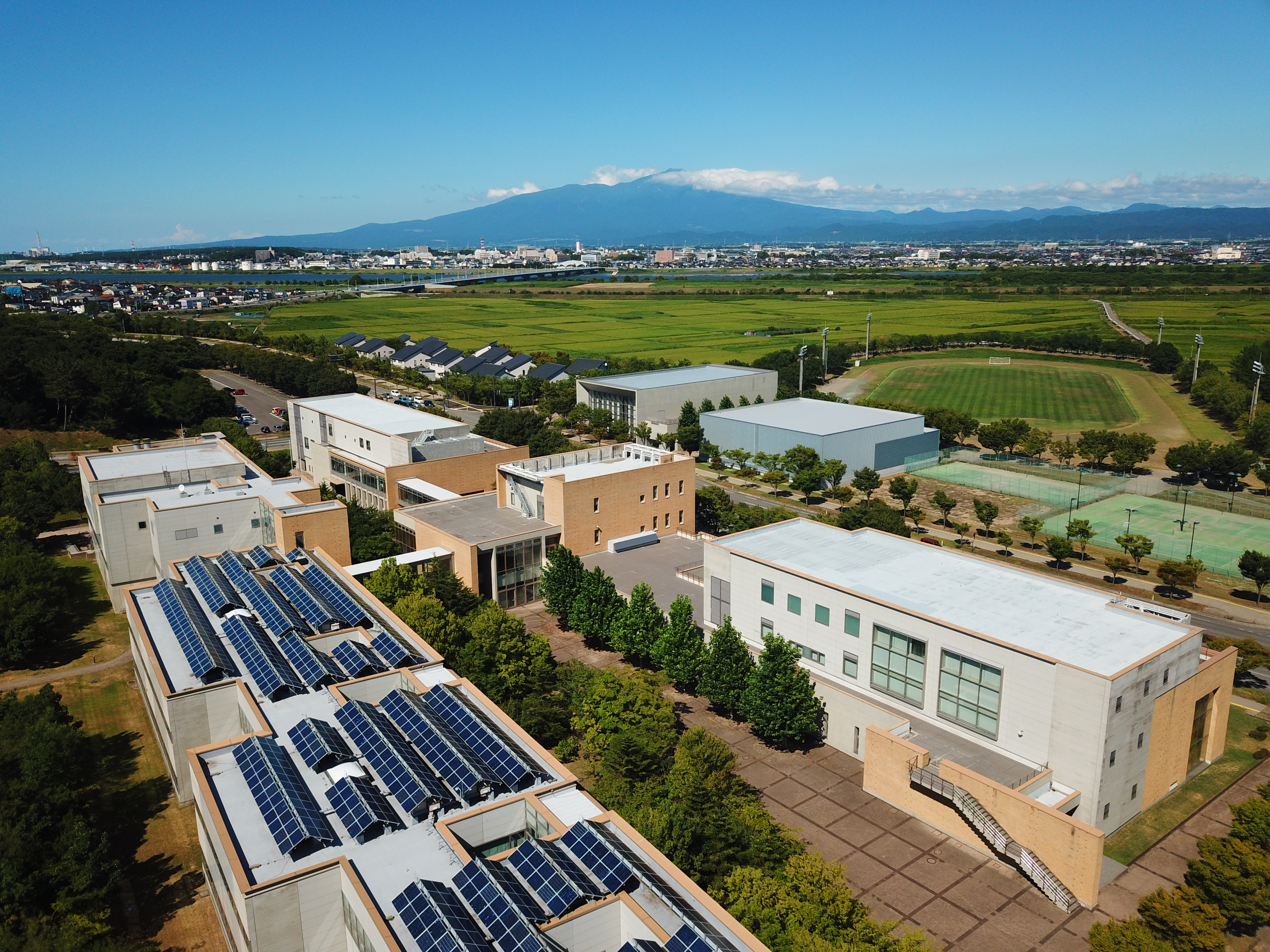
酒田キャンパス全景

- 1999年（平成11年） 学校法人庄内地域大学設立準備委員会発足。大学設置認可申請及び学校法人寄付行為認可申請を文部省が受理。
- 2000年（平成12年） 文部省が設置認可証を交付。「学校法人東北公益文科大学」法人設立登記。
- 2001年（平成13年） 東北公益文科大学開学、公益学部公益学科（経営系・社会系・環境系）を設置。
- 2002年（平成14年） ニュージーランド研究所を開設。
- 2005年（平成17年） 大学院公益学研究科公益学専攻（修士課程）を設置。山形市に山形事務所「十日町オフィス」を開設。
- 2006年（平成18年） 公益総合研究所を開所。地域共創センターを開設。
- 2007年（平成19年） 大学院公益学研究科公益学研究専攻（博士後期課程）を設置。
- 2009年（平成21年） 公益学部公益学科を3つの系から4コース制（政策マネジメント、地域共創、社会福祉、環境サイエンスコース）に改編。
- 2010年（平成22年） 研究機関を公益総合研究センターへ統合。
- 2013年（平成25年） 文部科学省「地（知）の拠点整備事業」に採択され、庄内オフィスを設置。
- 2014年（平成26年） 公益学部公益学科を4コース制から2系5コース（地域経営系経営コース、同政策コース、同地域福祉コース、交流文化系国際教養コース、同観光・まちづくりコース）制に改編。
- 2015年（平成27年） 公益学部にクォーター制を導入。
- 2015年（平成27年） 大学院修士課程に山形県寄附講座「アジアビジネス人材養成講座」を設置。
- 2015年（平成27年） 公益総合研究センターに替わり、マルチプロジェクト研究機構を開設。
- 2016年（平成28年） 文部科学省 大学教育再生戦略推進費「大学教育再生加速プログラム（通称AP）」テーマⅣ：「卒業時における質保証の取組の強化」採択。
- 2017年（平成29年） 公益学部公益学科を2系5コースから2系6コースに改編（交流文化系にメディア情報コースを追加）。
- 2017年（平成29年） 大学院修士課程公益学研究科を5つの科目群から3研究領域（公共経営、国際ビジネス、地域共創ソーシャルワーク）に改編。
- 2017年（平成29年）文部科学省「私立大学研究ブランディング事業」採択。
- 2018年（平成30年） 大学院修士課程公益学研究科を3研究領域から4研究領域（公共経営、国際ビジネス、地域共創・ソーシャルワーク、情報科学）に改編。
- 2018年（平成30年）公益学研究科にスクールソーシャルワーク教育課程を設置[1]。
- 2020年（令和2年） 4月20日 - 2025年度までに公益学部に「国際教養学科（仮称）」を設置する方針が明らかとなる[2]。
- 2021年（令和3年） 令和3年度 科学技術振興機構（JST）「ジュニアドクター育成塾」事業採択
- 2022年（令和4年） 大学院修士課程公益学研究科の研究領域を、＜公共経営、国際ビジネス、地域共創・ソーシャルワーク、情報科学＞から＜組織経営、国際関係、情報科学、地域共創＞に改編。

## 基礎データ

### 所在地
- 酒田キャンパス（学部、酒田市公益ホール併設）（山形県酒田市飯森山三丁目5番地の1）
- 鶴岡キャンパス（大学院）（山形県鶴岡市馬場町14番1号）

### 特色
- 日本で唯一の「公益学」を学ぶ場として、公益学部のみを設置
  - 公益については自分自身の利益にとどまらず他者も享受できる有用性を意味するもの
- 公益政策の先駆的存在であるニュージーランドのあり方を研究する研究機関「ニュージーランド研究所」を設置
- 学内にある図書館2階にはニュージーランドに関する資料を所蔵した書庫を有する
- 自宅通学ができない1年生の多くは、大学に隣接する学生寮に居住し、共同生活を行う
- 図書館や学食は市民に開放されている
- キャンパスは門や囲いを設けず、地域と一体でオープンな空間を作り出している
- 卒業の際に授与される学位は「学士（公益学）」、大学院の修士課程修了で「修士（公益学）」、大学院博士後期課程修了の際に与えられる学位は「博士（公益学）」または「博士（学術）」

## 教育および研究

### 学部
- 公益学部
  - 公益学科
    - 政策マネジメントコース　以下の4コースは2009～2013年度入学者に対応。
    - 地域共創コース
    - 社会福祉コース
    - 環境サイエンスコース
    - 地域経営系　以下の2系6コースは2014～2020年度入学者に対応。2021年度以降入学者からは系を廃止。
      - 経済・経営コース
      - 政策コース
      - 地域福祉コース

    - 交流文化系
      - 国際教養コース
      - 観光・まちづくりコース
      - メディア情報コース

### 大学院
- 公益学研究科
  - 公益学専攻（修士課程）
  - 公益学研究専攻（博士後期課程）

### 研究所
- マルチプロジェクト研究機構

## 刊行物
東北公益文科大学は日頃の研究成果を発表する為に以下の冊子（紀要）を夏と冬に発行している。
- 「総合研究論集」

## 対外協定

### 大学等
- 2009年（平成21年）9月29日 テンプル大学ジャパンキャンパスと「連携協力協定」を締結。
- 2009年（平成21年）10月5日　大学院公益学研究科と関西学院大学大学院経営戦略研究科が「包括協定」を締結。
- 2010年（平成22年）5月26日 東北林業大学（中国黒龍江省）と「教育・学術連携を目的とした協定」を締結。
- 2010年（平成22年）7月 ティーズサイド大学（英国）と「研究協力を軸とする連携協定」締結に基本合意。
- 2012年（平成24年）7月 東北林業大学（中国黒龍江省）と「学生の相互交流に関する協定」を締結。
- 2012年（平成24年）10月3日 秋田大学と「連携協力協定」を締結。
- 2015年（平成27年）2月5日 鶴岡工業高等専門学校と「学術交流及び地域貢献に関する協定」を締結。
- 2015年（平成27年）3月9日 佳木斯職業教育集団管理委員会（中国黒龍江省）と「学術交流協定」を締結。
- 2015年（平成27年）3月 河南師範大学（中国語版）（中国河南省）と「学術交流協定」を締結。
- 2015年（平成27年）4月24日 クレイトン大学（米国）と「学術交流協定」を締結。
- 2016年（平成28年）7月 世新大学（台湾）と「学術交流協定」を締結。
- 2016年（平成28年）8月 酒田光陵高校および酒田市と「教育連携に関する協定」を締結。
- 2016年（平成28年）12月6日 大学院公益学研究科と関西学院大学専門職大学院経営戦略研究科が「履修交流協定」を締結。
- 2017年（平成29年）4月19日 オハイオ・ウェスリアン大学（米国）と「学術交流等に関する覚書」を締結。
- 2017年（平成29年）5月10日 東北文教大学と「大学間連携に関する協定」を締結。
- 2017年（平成29年）7月20日 上海交通大学（中国上海市）と「連携協力協定」を締結。
- 2017年（平成29年）8月1日 大正大学と「連携協力協定」を締結。
- 2018年（平成30年）6月20日 セントラルコネチカット州立大学（米国）と「学術交流等に関わる覚書」を締結。
- 2018年（平成30年）8月13日 イルクーツク総合大学（ロシア）と「学術交流協定」を締結。
- 2018年（平成30年）12月7日 琉球大学国際地域創造学部と「連携協力協定」を締結。
- 2019年（令和元年）12月12日　世新大学（台湾）と「交換留学に関する協定」締結。
- 2020年（令和2年）1月8日　吉林財経大学（中国語版）（中国吉林省）と「学術交流協定」締結。
- 2020年（令和2年）2月26日　コーク大学（アイルランド）と「語学研修に関する覚書」締結。
- 2020年（令和2年）3月　山東師範大学（中国山東省）と「学術交流協定」締結。
- 2022年（令和4年）1月　レジャイナ大学（カナダ）と「学術交流協定」締結

### 公共団体・企業等
- 2008年（平成20年） 日本政策投資銀行と「産学連携協定」を締結。
- 2008年（平成20年） 荘内銀行と「産学連携協定」を締結。
- 2008年（平成20年） 山形銀行と「産学連携協定」を締結。
- 2008年（平成20年） 日本政策金融公庫と「産学連携協力協定」を締結。
- 2011年（平成23年） 鶴岡信用金庫と「産学連携協力推進協定」を締結。
- 2015年（平成27年） 日本政策金融公庫と業務提携の覚書を締結。
- 2015年（平成27年）6月 山形県と「寄附講座設置等に関する協定」を締結。
- 2015年（平成27年）9月 フィデアホールディングス株式会社、株式会社荘内銀行と「アジアビジネス人材養成講座の運営に関する協定」を締結。
- 2016年（平成28年）5月9日 秋田県にかほ市と連携協定を締結。
- 2017年（平成29年）3月9日 山形新聞社と「相互連携に関する協定」を締結。
- 2020年（令和2年） 酒田市、株式会社NTTデータ、東日本電信電話株式会社の三者と酒田市におけるデジタル変革推進のための連携協定を締結。
- 2021年（令和3年） 株式会社庄交コーポレーションと包括連携協定を締結。
- 2021年（令和3年） 株式会社プロトソリューションと包括連携協定を締結

## 大学関係者と組織

### 教職員
- 新田嘉一（理事長）
- 神田直弥（学長）
- 三木潤一（学部長）
- 武田真理子（大学院公益学研究科長）
- 佐高信（客員教授）
- 寺島実郎（客員教授）
- 矢口明子（元教授・酒田市長）

### 出身者
- 赤上優人（元プロ野球選手）
- 石森大誠（元プロ野球選手）

## 大学データ
- 大学コンソーシアムやまがた[4]。

山形県内にある12の高等教育機関と放送大学の山形学習センター、山形県が組織している連合組織。各教育機関が単位互換協定を結んでおり、「ゆうキャンパス単位互換」という単位互換制度を実施している。
- 2005年設置の大学院 鶴岡キャンパスは慶應義塾大学先端生命科学研究所と致道ライブラリーをあわせて「鶴岡タウンキャンパス」を形成している。
  - 一般開放されている致道ライブラリーは所在する鶴岡市と東北公益文科大学、慶應義塾大学の三者が共同で運営する図書館[5]。
- 酒田市長の丸山至は2020年度の施政方針演説において、東北公益文科大学の公立化について山形県や庄内の5市町と検討協議を進めることを明かしている[6][7]。その後、5市町が2026年4月からの公立化で合意し、山形県庁で基本合意書を締結した[8]。

## 交通アクセス
酒田キャンパス
- 庄内空港からリムジンバスで20分
- JR東日本羽越本線酒田駅から市営バスで15分

鶴岡キャンパス
- 庄内空港から車で30分
- JR東日本羽越本線鶴岡駅から市営バスで15分